# Chrysler K310
La Chrysler K310 est un concept-car présenté en 1951 par Chrysler et le carrossier italien Ghia. Il s'agit d'un coupé à 5 places.

## Description
Le nom K310 représente, pour la lettre "K", le président de la société de l'époque K. T. Keller, et le "310" pour la puissance du V8 de 331 pouces-cubes. Toutefois, la nouvelle version stock ne produisait que 180 ch.
Au niveau esthétique, la K-310 adoptait un style européen, avec des ailes arrière intégrées et bombées. La calandre avant rappelle le design américain.
La K-310 fut bien reçue, Chrysler et Ghia ont alors créé une version cabriolet, appelée C-200, dévoilée en 1952. La C-200 fut elle aussi conçue par Virgil Exner. Lui et sa petite équipe ont conçu la voiture chez Chrysler Corporation à Detroit, Michigan. Elle a été construite par la Carrozzeria Ghia. La voiture avait la puissance d'un V8 d'une Chrysler américaine dans une carrosserie de style voiture de sport italienne. L'intérieur était recouvert de cuir noir et le schéma de la peinture extérieur deux tons était vert pâle et noir. La conception des feux arrière "gun-sight" a été présentée sur d'ultérieurs modèles de production de Chrysler.
La K-310 ne sera jamais entrée en production, notamment parce que la société connaissait des difficultés financières.